# 대립교황 알렉산데르 3세

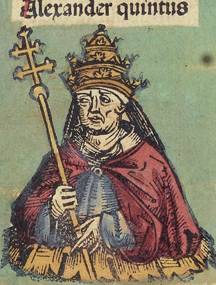

대립교황 알렉산데르 3세(Antipope Alexander V, Peter Phillarges, 그리스어: Πέτρος Φιλάργnς, 1339년경 – 1410년 5월 3일)는 공의회에서 선출된 대립교황이었다. 1409년 6월 26일부터 1410년 사망할 때까지 로마 교황 그레고리오 12세와 아비뇽의 대립교황 베네딕토 13세에 맞서 잠시 통치했다. 20세기에 가톨릭교회는 로마 교황을 합법적인 것으로 인정함으로써 서방 분열을 재해석했다. 그레고리오 12세의 통치는 1415년까지 연장되었고, 알렉산더 5세는 현재 대립교황으로 간주된다.

## 같이 보기
- 콘클라베